# 브리티시컬럼비아 대학교
브리티시 컬럼비아 대학교(University of British Columbia), 약칭 UBC. UBC는 연구 중심 공립 대학이며 토론토 대학교, 맥길 대학교와 함께 캐나다를 대표하는 3대 대학의 하나이자 세계적인 최상위권 명문대학교다. 브리티시 컬럼비아 주 밴쿠버에 캠퍼스를 두고 있으며, 100년이 넘는 역사동안 10개의 노벨상, 70개의 로즈장학생, 65개의 올림픽 메달, 200명의 캐나다 왕립 학회 멤버, 4명의 캐나다 수상 배출 등을 기록하고 있다. 2011년 <뉴스위크>가 조사한 미국 이외의 대학 평가에서 캐나다 국내 2위, 세계 8위에 올랐다. 2015년 U.S. News & World Report와 Times Higher Education에서 세계 20대 대학에 선정되었다.
경영학 (Sauder School of Business), 경제학 (Vancouver School of Economics), 사회학, 아시아학, 의학대학, 법학대학, 국제관계학 등 세계에서 상위랭크를 유지하고 있으며, 특히 경영대학 (Sauder School of Business)와 사회과학대학 (Social Science)는 세계 상위권에 속해있다. 2011년 기준 응용과학학부, 인문학부, 경영대학원, 치의학부, 교육학부, 보건대학, 법학부, 의학부, 음악대학원, 간호대학원, 보건·사회개발학부, 경영학부 등 24개의 단과대학 및 학부와 대학원으로 구성되어 있다. 특히 의학과 약학뿐 아니라 경제학, 심리학, 경영학 등에서 세계적인 명성을 얻고 있다. 대학도서관에는 580만 권의 도서와 잡지, 83만 개의 지도를 비롯해 530만 개의 마이크로 자료, 다양한 시청각 데이터베이스가 완비되어 있다.

## 캠퍼스
캐나다 서부를 대표하는 대학이며 메인 캠퍼스 (2329 W Mall Vancouver, BC V6T 1Z4)는 밴쿠버 시내 중심가로부터 30분 거리에 있는 밴쿠버캠퍼스(4만 6,000명 재학 중)와 오카나간밸리의 켈로나에 있는 오카나간캠퍼스(6,950명 재학 중)로 구성되어 있다.

### 밴쿠버 포인트그레이
밴쿠버 다운타운에서 차로 20분 정도 걸리는 바다를 끼고있는 Point Grey에 위치하고 있으며. 14.13 km2에 이르는 대학의 크기는 세계에서도 손꼽히는 규모이다. UBC 캠퍼스와 그 인근 지역은 밴쿠버시의 제약을 받지 않는 커뮤니티를 형성하고 있으며, 그에 따라 밴쿠버 경찰이 아닌 RCMP라는 연방경찰이 순찰을 한다. UBC 밴쿠버 캠퍼스는 3개의 위성 캠퍼스를 가지고 있는데, 사회 대학원 성격의 Robson Square 캠퍼스와 의대 학생을 위한 밴쿠버 종합병원 캠퍼스, 그리고 약간의 수업이 진행되는 Northern Way 캠퍼스가 있다.

### 켈로나 오카나간
UBC Okanagan이라는 약칭으로 알려진 UBCO 켈로나 캠퍼스는 오카나간 호수가 인접 해 있는 브리티시 컬럼비아 주의 켈로나Kelowna)에 위치하고 있으며 문과대, 자연대, 간호대, 교육대, 경영대, 공과대가 있으며, 대부분 과목의 대학원 수업도 이루어지고 있다.

## 랭킹

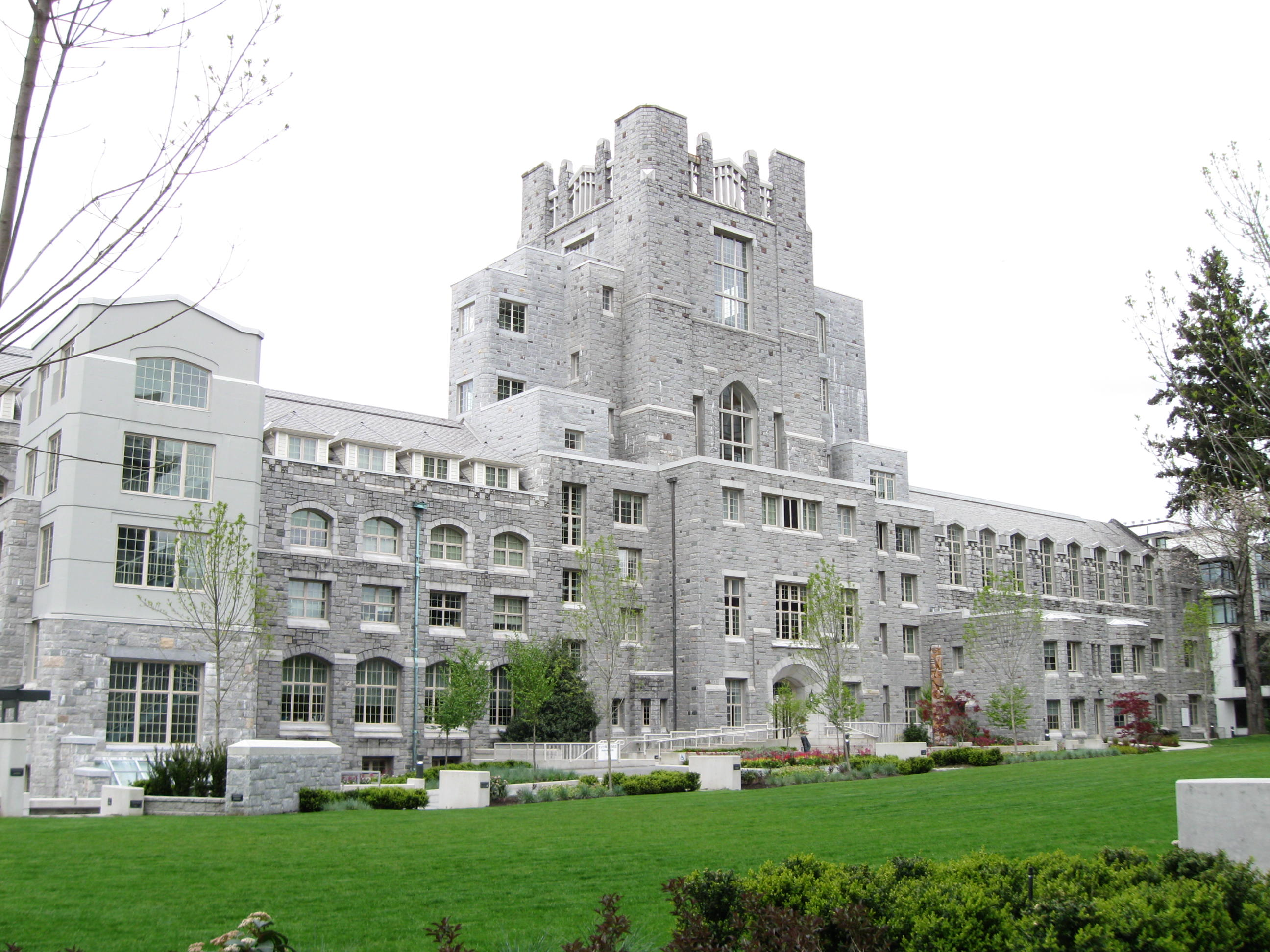

| 세계 대학 조사기관       | 2015 랭킹 | 2016 랭킹 |
| ------------------------ | --------- | --------- |
| Times World              | #32       | #36       |
| Times Reputation         | #31       | #37       |
| U.S. News & World Report | #30       | #31       |
| ARWU World               | #32       | #34       |

| 캐나다 국내 랭킹 | 대학교                   | 랭킹 | 대학교                 |
| ---------------- | ------------------------ | ---- | ---------------------- |
| #1               | 브리티시 컬럼비아 대학교 | #11  | 사이먼 프레이저 대학교 |
| #2               | 맥길 대학교              | #12  | 앨버타 대학교          |
| #3               | 토론토 대학교            | #13  | 라발 대학교            |
| #4               | 웨스턴 온타리오 대학교   | #14  | 댈하우지 대학교        |
| #5               | 맥마스터 대학교          | #15  | 캘거리 대학교          |
| #6               | 워털루 대학교            | #16  | 요크 대학교            |
| #7               | 퀸즈 대학교              | #17  | 마니토바 대학교        |
| #8               | 몬트리올 대학교          | #18  | 걸프 대학교            |
| #9               | 오타와 대학교            | #19  | 캘래톤 대학교          |
| #10              | 빅토리아 대학교          | #20  | 사스카추완 대학교      |

2011년 <뉴스위크>가 조사한 미국 이외의 대학 평가에서 캐나다 국내 2위, 전 세계 8위에 올랐다. 2015년 U.S. News & World Report와 Times Higher Education에서 세계 20대 대학에 선정되었다.
경영학 (Sauder School of Business), 경제학, 사회학, 아시아학, 의학대학, 법학대학, 국제관계학 등 세계에서 상위랭크를 유지하고 있으며, 특히 경영대학 (Sauder School of Business)와 사회과학대학 (Social Science)는 세계 상위권에 속해있다.
2015년 미국 《U.S. 뉴스 & 월드 리포트》 세계 대학 순위에서는 캐나다 국내 2위, 세계 30위, 2015년 영국 《타임즈 고등교육 세계 대학 랭킹》에서는 캐나다 국내 2위, 세계 32위, 2015년 《QS 세계 대학 순위》에서는 캐나다 국내 3위, 세계 50위를, 그리고 《뉴스위크》조사에서는 미국대학을 제외한 세계 대학 순위 에서는 세계 8위를 기록했다.

## 구성
- 인문학부 Faculty of Arts

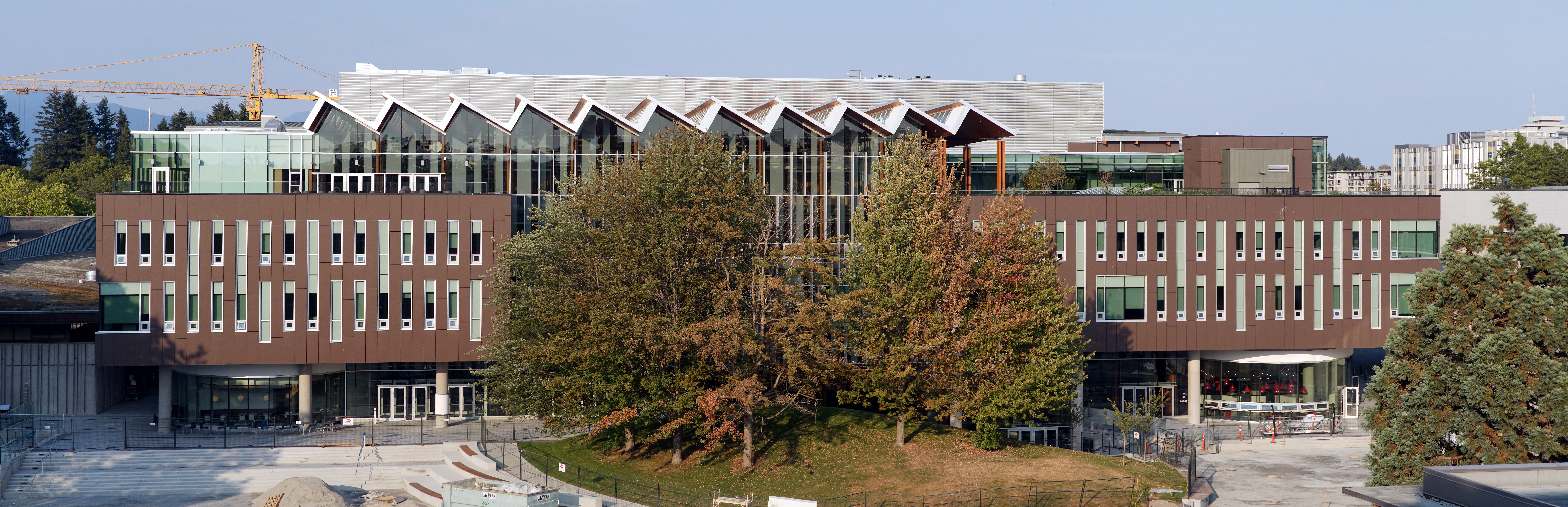
UBC 학생회관

- 사회과학부 Faculty of Social Science
- 경영대학 Sauder School of Business
- 치의학부 Faculty of Dentistry
- 교육학부 Faculty of Education
- 법학부 Faculty of Law
- 의학부 Faculty of Medicine
- 간호학부 Faculty of Nursing
- 응용과학부 Faculty of Applied Science
- 약학 Faculty of Pharmaceutical Sciences
- 삼림학 Faculty of Forestry
- 땅/식품체계 Faculty of Land and Food Systems
- 과학부 Faculty of Science
- 건축학부 School of Architecture
- 언론 School of Journalism
- 음악 School of Music
- 사회사업 School of social work
- 운동과학 School of Kinesiology
- 학제적 연구 College of Interdisciplinary Studies
- 인구/공중 보건 School of Population and Public Health

### UBC Sauder School of Business (사우더 비지니스 스쿨)

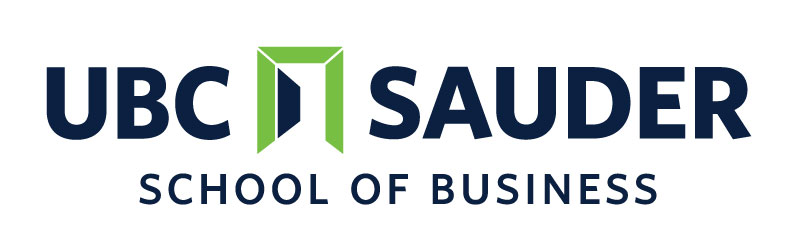

UBC 경영대학교는 2003년 사우더그룹의 회장인 윌리엄 사우더 박사가 캐나다 비지니스 스쿨사상 최고 기부액인 2000만달러를 경영대 학부에 기부했다. 그 이후 UBC 경영대는 그의 이름을 딴 사우더 스쿨오브 비즈니스(en)로 공식 명칭이 되었다. 사우더 비즈니스 학교에는 약 1900명의 학생들이 재학 중이며 해마다 경쟁률이 높아지고 있다. 2012년의 입학경쟁률은 약 7%로이며 약 7,000~8,000명의 지원자중 500명이 입학하였다. 2015년 합격률은 6%로 캐나다에서 가장 높은 경쟁률을 보이고있다.

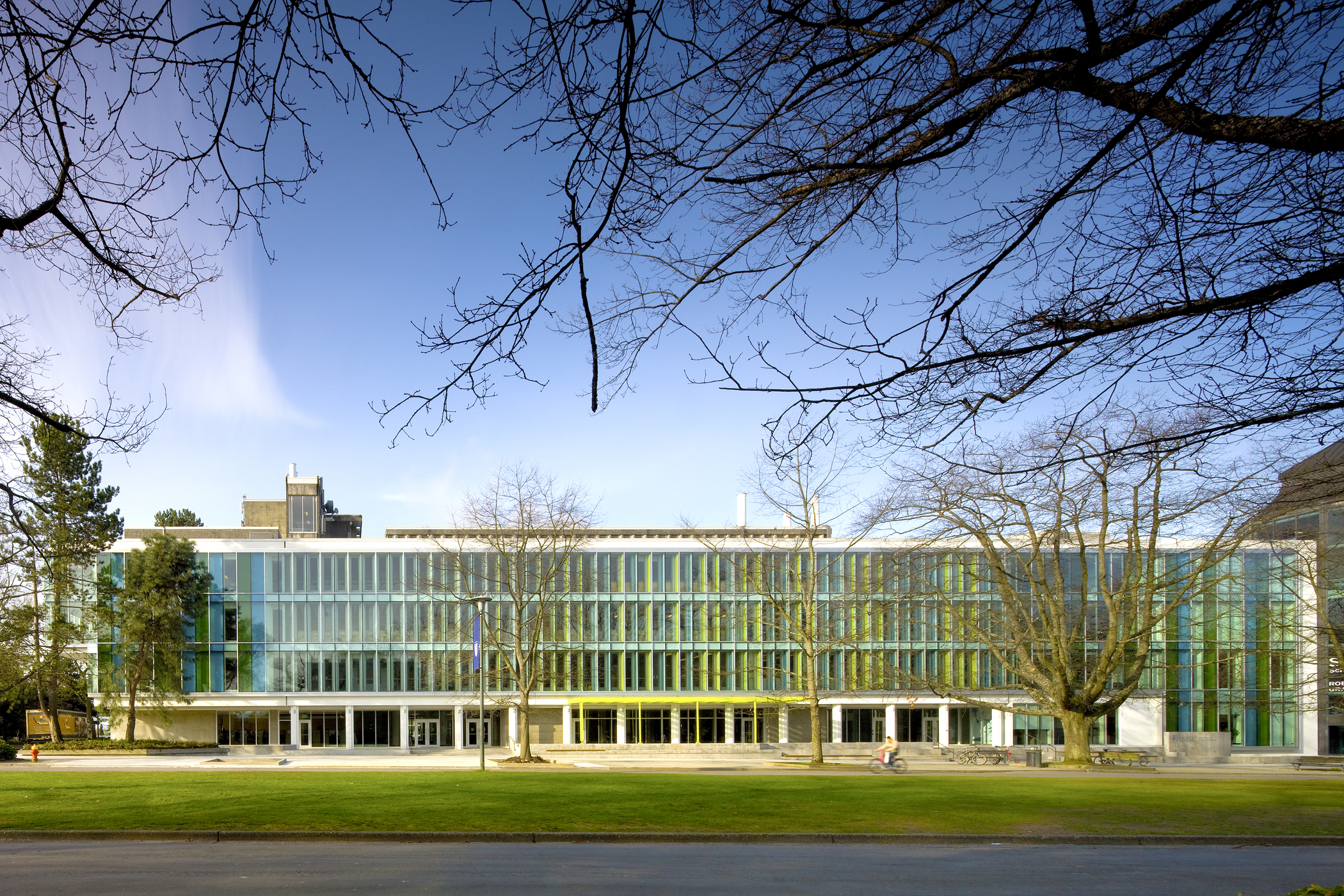
사우더 비지스쿨 빌딩

입합과정은 고등학교 최소 평균 90~95%이고 보충 서류들로는 과외 활동, 추천서, 에세이, 그리고 비디오 인터뷰를 거쳐서 사우더 스쿨에 입학을 할 수 있다.
영국의 QS 랭킹에서는 2016년 세계 TOP 250 경영대학교 리포트에서 Global Elite(최상위 그룹)으로 하버드 경영대학교, 맬번 경영대학교, 토론토 대학교 로트만경영대, 펜실베니아대학교 와튼 스쿨 등과 함께 분류되었다.
영국의 파이낸셜 타임즈(FT) 가 발표한 세계 탑 경영대학원 순위에 따르면 UBC 사우더 스쿨은 2012년 61위, 2013년 51위 2014년 49위로 해마다 순위가 상승하고 있다.

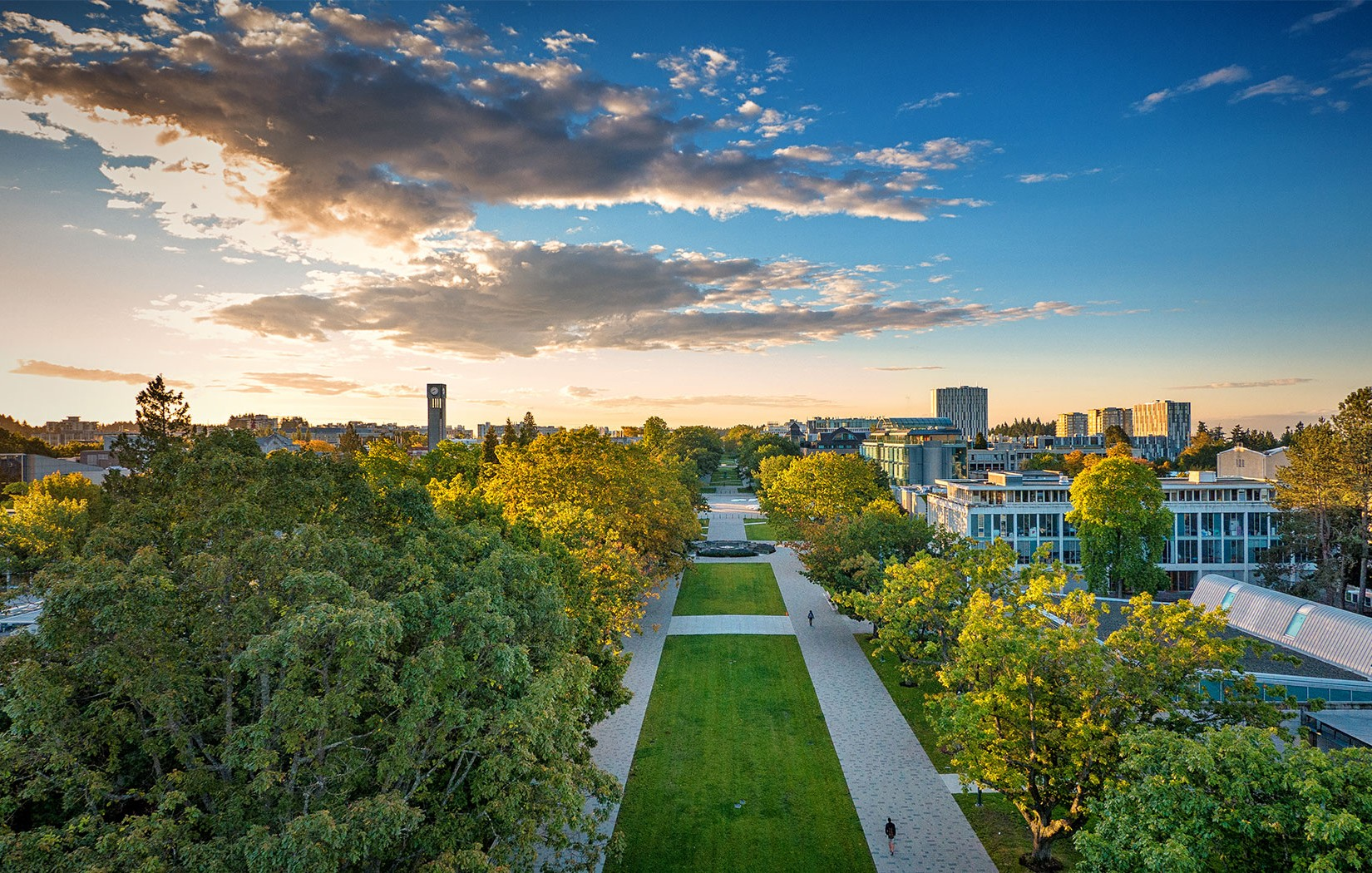
ubc buildings

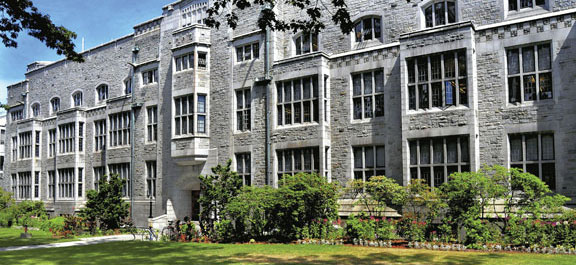
ubc buildings

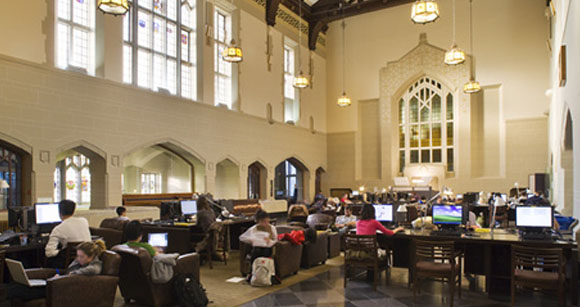
ubc buildings

## 유명 동문
- 저스틴 트뤼도 : 캐나다 23대 총리 (맥길 대학교 영문학 학사, UBC 교육학 학사 후 맥길 대학교 지리학 석사 과정 중단)
- 존 터너 : 캐나다 17대 총리
- 킴 캠벨 : 캐나다 19대 총리
- 이콜 에반젤리 릴리 : 배우. 케이트 오스틴 역으로 미드 로스트 출연
- 그레이스 박 : 배우. 한국계로 배틀스타 갤럭티카 출연
- 윌리엄 포드 깁슨 : 소설가
- 로버트 먼델 : 경제학자. 노벨경제학상 수상자. 현 미국 컬럼비아 대학교의 교수
- 최윤영 : 2003 미스코리아 진, 최명룡 대구 오리온스 전 감독의 딸
- 마이클 스미스 : 1993 노벨 화학상
- 한스 데멜트 : 1989 노벨 물리학상
- 칼 위먼 : 2001 노벨 물리학상
- 대니얼 카너먼 : 2002 노벨 경제학상
- 하르 고빈드 코라나 : 1968 노벨 생리의학상
- 조지 스탠리 : 역사학자, 캐나다 국기의 도안자
- 데이비드 스즈키 : 생물학자 환경 운동가
- 아라 노렌자얀 : 진화 및 문화/종교심리학자, WEIRD 문제의 발견자
- Bertram Brockhouse: BA, 1947년 졸업, 1994년 노벨 물리학상 수상
- Robert Mundell: BA, 1953년 졸업, 1999년 노벨 경제학상 수상
- Bjarni Tryggvason: 1972년 캐나다 우주비행사
- David Cheritonl: 현 스탠포드 대학교 교수 겸 구글 개발자
- Martin Glynn: HSBC은행 CEO
- Frank Iacobucci: 대법관
- Nadir Mohamed: 로저스통신사 전 CEO
- Jacki Zehner: 골드만삭스 투자은행 최연소 파트너
- John Alan Beesley: UN 외교관
- Joe Clark: 전 캐나다 총리
- Ted Lee: UN 경제부서 책임자

## 유명 교수
- 데이비드 스즈키, 생물학자
- 마이클 W. 스미스, 1993 노벨 화학상
- 한스 게오르크 데멜트, 1989 노벨 물리학상
- 칼 위먼, 2001 노벨 물리학상
- 대니얼 카너먼, 2002 노벨 경제학상
- 마이클 이그나티에프, 작가, 캐나다의 정치인
- Meryn Cadell, 작가, 행위예술가
- Steven Galloway, 소설가, 극작가
- Dale Kinkade, 언어학자, Salishan 언어 연구
- Richard J. Pearson, 고고학자, 정원관리사
- Rudolf Vrba, 홀로코스트 생존자, 약학자
- Gordon Semenoff, 물리학자
- Erich Vogt, 물리학자
- Bill Unruh, 물리학자
- Har Gobind Khorana, 1968 노벨 물리의학상
- George F.G. Stanley, 역사학자, 캐나다 국기의 도안자
- Joel Bakan, The Corporation의 창립자
- Jeff Wall, 사진작가
- Cyril Belshaw, 인류학자
- Ken Lum, 캐나다의 예술가